# Priyanka Singh
Priyanka Singh (ur. 17 sierpnia 1989) – indyjska zapaśniczka walcząca w stylu wolnym. Zajęła szesnaste miejsce na mistrzostwach świata w 2012. Piąta na mistrzostwach Azji w 2011. Wicemistrzyni Wspólnoty Narodów w 2011 i 2016. Mistrzyni Igrzysk Azji Południowej w 2016. Szósta w Pucharze Świata w 2013. Trzecia na MŚ juniorów w 2008 roku.